# Malente (DJ)
Malente (bürgerlich Christoph Göttsch, * in Malente) ist ein deutscher DJ und Musikproduzent.
Malentes Stil lässt sich wohl am besten als basslastiger, rockiger, funky Electro House bezeichnen. Seit 1999 wurden 5 Alben und etliche 12″ und Downloads zuerst auf dem Düsseldorfer Label Unique Records veröffentlicht. Weitere Veröffentlichungen gibt es seit 2004 auf dem Hamburger Label Moonbootique, auf Norman Cooks Label Southern Fried Records, auf A-Traks Label Fool’s Gold, auf Steve Aokis Label Dim Mak und Malentes eigenem Label No Brainer Records.
Außer eigenen Produktionen hat Malente auch Remixe für namhafte Musiker wie Armand Van Helden, Moonbootica, Audio Bullys, Turntablerocker, Bob Sinclar und andere erstellt. In den Jahren 2007 und 2009 wurde er zum Top National Act der Deutschen Club Charts (DCC) gewählt.
Ein festes Team bildet Malente seit 2004 mit dem in Berlin ansässigen Lars Moston als DJ- und Produzenten-Duo Moston & Malente. Und auch mit Daniel Dexter AKA Dex von den Acidkids arbeitet Malente seit 2008 zusammen. Als Malente&Dex sind mehrere 12″es auf dem Label Exploited Records erschienen.
Göttsch veröffentlichte von 1997 bis 2001 unter dem Namen Gautsch auf Sampling basierenden Indie-Pop mit deutschsprachigem Sprechgesang. Eine bekannte Single war Ravemädchen von 1998.

## Diskographie

### Singles
- „Malente“ – Fertig (Unique Records) 12″
- „Malente“ – I Sell Marihuana (Unique Records) 12″
- „Malente“ – Don't Stop (Unique Records) 12″
- „Malente“ – Funk the Rich (Unique Records) 7″
- „Malente“ – Subway E.P. (Limited Promo) 12″
- „Malente“ – Till I Die (Unique Records) 12″
- „Malente“ – We Came To Party (Unique Records) 12″
- „Moston & Malente“ – In The Sky (Moonbootique) 12″
- „Malente“ – Axel Fireflies (Limited Promo) 12″
- „Malente“ – Washington (Moonbootique) 12″
- „Moston & Malente“ – Crowdrock / Tight With You (Moonbootique) 12″
- „Malente“ – Dancefloor Whore (Unique Records) 12″
- „Malente“ – Like A Freek (Unique Records) 12″
- „Malente“ – Hot Daddy (Moonbootique) 12″
- „Malente pres. Manrox“ – Theme From Manrox (Luscious Sounds) 12″
- „Moston & Malente“ – The 2 And Only (Splank!) 12″
- „Malente“ – For The Revolution (Unique Records) 12″
- „Malente“ – Killer Applikation (Moonbootique) 12″
- „Malente“ – Open Secret (Unique Records) 12″
- „Moston & Will Styles“ – James Brown (Fresh Jams) 12″
- „Malente pres. Manrox“ – This Manrox (Luscious Sounds) 12″
- „Malente pres. Manrox“ – This Manrox (Remixes) (Luscious Sounds) (MP3 , WAV)
- „Malente“ – WHOW Album Sampler 12″
- „Moston & Malente“ – F*cked Up (Splank!) 12″
- „Malente&Dex“ – Hyperactive (Exploited) 12″
- „Moston & Malente“ – Do The Right Thing  (Splank!) 12″
- „Malente“ – Bring That Lead Back (Southern Fried) (MP3 , WAV)
- „Malente“ – Music Forever (Southern Fried) 12″
- „Malente&Dex“ – Lions / Gipsy Kings (Exploited) (MP3 , WAV)
- „Malente“ – I Like It (Fool’s Gold) 12″
- „Malente“ – Move Your Body (Unique Records) (MP3 , WAV)
- „Malente&Dex“ – Bangkok feat. Bonde Do Role (Exploited) 12″
- „Malente & Jay Robinson“ – Do Your Head In EP (Southern Fried)  (MP3 , WAV)
- „Malente vs Azzido Da Bass“ – They’re Killin’ It (Dim Mak) (MP3 , WAV)
- „Malente&Dex“ – Habibi / In Nightclubs / Doo Doo Dance  (Exploited) 12″
- „Moston & Malente“ – Oh My God (No Brainer Records) (MP3 , WAV)
- „Malente“ – Tarzan Boys EP (Southern Fried)  (MP3 , WAV)

### Alben
- „Malente“ – The Spirit of Malente (Unique Records)
- „Malente“ – No Risk No Funk (Unique Records)
- „Malente“ – Rip It Up (Unique Records)
- „Malente“ – How Can You Still Stand to Stand Still (Unique Records)
- „Malente“ – WHOW (Unique Records)